# قانون ممنوعیت استفاده از نشانه‌های مذهبی و حجاب در مدارس فرانسه

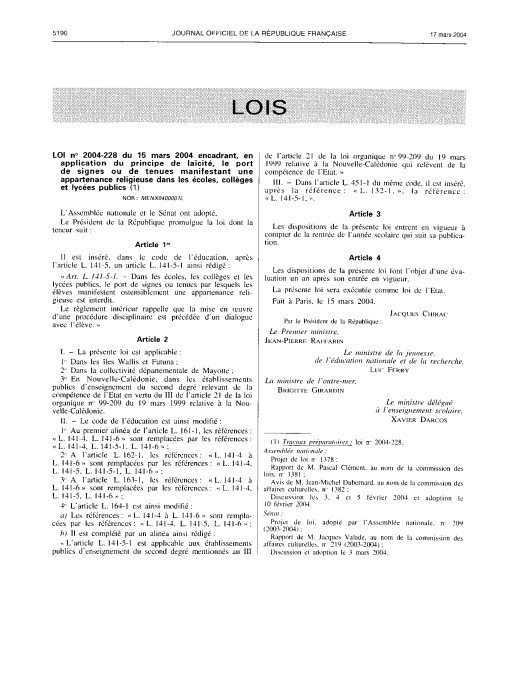
متن قانون ممنوعیت حجاب در فرانسه که در یکی از نشریات این کشور منتشر شد

ممنوعیت استفاده از نشانه‌های مذهبی در مدارس فرانسه که طی قانون شماره ۲۲۸–۲۰۰۴، ۱۵ مارس ۲۰۰۴ مجلس فرانسه از جانب دولت این کشور است که با تصویب آن، منع از حجاب اسلامی در مدارس فرانسه رسماً قانونی شد. پیش از آن نیز اغلب مدارس فرانسه بسختی به دانش آموزان خود اجازه می‌دادند با پوشش اسلامی در کلاس‌های خود حاضر شوند.
مسلمانان فرانسه به عنوان بزرگ‌ترین جامعه مسلمان اروپا، از سال ۲۰۰۴ به موجب تصویب قانونی از داشتن حجاب در مدارس دولتی منع شدند.

## واکنش‌ها
شورای حقوق بشر سازمان ملل از قانون فرانسه در خصوص ممنوعیت پوشش حجاب در مدارس انتقاد کرد. این شورا در گزارشی عنوان کرد:
قانون کشور فرانسه موجب عداوت و دشمنی در قبال مسئله حجاب و عدم تسامح دینی در حق زنان محجبه در خارج از مدارس، دانشگاه‌ها یا محل کار شد.